# Ilteu
Ilteu – wieś w Rumunii, w okręgu Arad, w gminie Petriș. W 2011 roku liczyła 261 mieszkańców. 